# Bud Abbott
William Alexander Abbott (Asbury Park, Nueva Jersey, 2 de octubre de 1897-Woodland Hills, California, 24 de abril de 1974), conocido simplemente como Bud Abbott, fue un actor, productor y comediante estadounidense. Fue muy popular como actor cómico en la década de 1940, formando parte del dúo Abbott y Costello con Lou Costello.

## Biografía
William Alexander Abbott nació en Asbury Park, Nueva Jersey.
Pasó sus primeros años en el Ringling Brothers Circus, donde sus padres trabajaban; de esta experiencia le vino su vocación para actuar y empezó a trabajar.
En los años veinte, junto con su hermano Harry, intentó organizar una cadena de teatros que resultó un fracaso, por eso se dedicó al music hall, en el que interpretaba al personaje serio en dúos cómicos.
En 1936 se asoció con Lou Costello formando el dúo cómico Abbott y Costello, teniendo éxitos sobre todo en la radio. Buster Keaton llegó a decir que ellos eran actores de la radio más que de cine. 
En junio de 1939 también triunfaron en Broadway, en la revista Streets of Paris, y al año siguiente pasaron al cine. Su gran éxito llevó a la productora Universal a rodar unas cuantas películas sobre las habilidades cómicas de la pareja. Se destacaron del resto de los dúos del cine y la televisión por las peculiaridades que los diferenciaron. El rol de Bud Abbott dentro del dúo constituía un personaje serio; pero que evidentemente se aprovechaba del ingenuo Costello, a quien utilizaba para todo provocando una sana hilaridad, toda vez que este actuando con torpeza siempre estropeaba las intenciones del primero.
El éxito que tuvieron motivó o inspiró el nacimiento de otros dúos que indudablemente tomaron gran parte de las características de estos, tal por ejemplo, el conformado por Jerry Lewis y Dean Martin.
Su colaboración duraría hasta 1956, que fue cuando retomaron sus carreras artísticas por separado. En ese tiempo Abbott volvió a hacer una asociación, ahora con Candy Candido, actuando en salas de fiesta. Pero la unión resultó un fracaso total, por el recuerdo que tenía el público de su anterior unión.
En 1967 fue contratado por Hanna-Barbera como actor de doblaje de su mismo personaje en una serie de dibujos animados inspirados en Abbott y Costello, después de trabajar en 156 capítulos volvió a ser olvidado.
Murió por un cáncer de próstata en 1974, a los setenta y seis años de edad. Su cuerpo fue incinerado en el crematorio de Grandview en Glendale (California) y sus cenizas esparcidas en el Océano Pacífico a tres millas de Santa Mónica.

## Eponimia
- El asteroide (17023) Abbott lleva este nombre en su memoria.[3]

## Filmografía

### Cine
| Año  | Título                                             | Personaje                    | Notas                                    |
| ---- | -------------------------------------------------- | ---------------------------- | ---------------------------------------- |
| 1940 | One Night in the Tropics                           | Abbott                       | Debut de película / personaje de soporte |
| 1941 | Buck Privates                                      | Slicker Smith                | Personaje principal                      |
| 1941 | In the Navy                                        | Smoky Adams                  |                                          |
| 1941 | Hold That Ghost                                    | Chuck Murray                 |                                          |
| 1941 | Keep 'Em Flying                                    | Blackie Benson               |                                          |
| 1942 | Ride 'Em Cowboy                                    | Duke                         |                                          |
| 1942 | Rio Rita                                           | Doc                          |                                          |
| 1942 | Pardon My Sarong                                   | Algy Shaw                    |                                          |
| 1942 | Who Done It?                                       | Chick Larkin                 |                                          |
| 1943 | It Ain't Hay                                       | Grover Mickridge             |                                          |
| 1943 | Hit the Ice                                        | Flash Fulton                 |                                          |
| 1944 | In Society                                         | Eddie Harrington             |                                          |
| 1944 | Lost in a Harem                                    | Peter Johnson                |                                          |
| 1945 | Here Come the Co-Eds                               | Slats McCarthy               |                                          |
| 1945 | The Naughty Nineties                               | Dexter Broadhurst            |                                          |
| 1945 | Abbott and Costello in Hollywood                   | Buzz Kurtis                  |                                          |
| 1946 | Little Giant                                       | John Morrison / Tom Chandler |                                          |
| 1946 | The Time of Their Lives                            | Cuthbert / Dr. Greenway      |                                          |
| 1947 | Buck Privates Come Home                            | Slicker Smith                | Secuela a «Buck Privates»                |
| 1947 | The Wistful Widow of Wagon Gap                     | Duke Egan                    |                                          |
| 1948 | The Noose Hangs High                               | Ted Higgins                  | No acreditado. También productor.        |
| 1948 | Abbott and Costello Meet Frankenstein              | Chick Young                  |                                          |
| 1948 | Mexican Hayride                                    | Harry Lambert                |                                          |
| 1948 | 10,000 Kids and a Cop                              | Él mismo                     | Corto documental                         |
| 1949 | Africa Screams                                     | Buzz Johnson                 |                                          |
| 1949 | Abbott and Costello Meet the Killer, Boris Karloff | Casey Edwards                |                                          |
| 1950 | Abbott and Costello in the Foreign Legion          | Bud Jones                    |                                          |
| 1951 | Abbott and Costello Meet the Invisible Man         | Bud Alexander                |                                          |
| 1951 | Comin' Round the Mountain                          | Al Stewart                   |                                          |
| 1952 | Jack and the Beanstalk                             | Sr. Dinklepuss               |                                          |
| 1952 | Lost in Alaska                                     | Tom Watson                   |                                          |
| 1952 | Abbott and Costello Meet Captain Kidd              | Rocky Stonebridge            | También productor ejecutivo              |
| 1953 | Abbott and Costello Go to Mars                     | Lester                       |                                          |
| 1953 | Abbott and Costello Meet Dr. Jekyll and Mr. Hyde   | Slim                         |                                          |
| 1955 | Abbott and Costello Meet the Keystone Kops         | Harry Pierce                 |                                          |
| 1955 | Abbott and Costello Meet the Mummy                 | Peter Patterson              |                                          |
| 1956 | Dance with Me, Henry                               | Bud Flick                    |                                          |
| 1965 | The World of Abbott and Costello                   |                              | Película de compilación                  |

### Televisión
| Año       | Título                               | Personaje      | Notas                                    |
| --------- | ------------------------------------ | -------------- | ---------------------------------------- |
| 1951-1954 | The Colgate Comedy Hour              | Anfitrión      | Episodios múltiples                      |
| 1952-1954 | The Abbott and Costello Show         | Bud Abbott     | 52 episodios                             |
| 1961      | General Electric Theater             | Ernie Kauffman | Episodio: «The Joke's On Me» (16/4/1961) |
| 1967-1968 | The Abbott and Costello Cartoon Show | Abbott         | Voz, 39 episodios, 156 segmentos         |

### Otros
| Año  | Título                                                 | Personaje                          |
| ---- | ------------------------------------------------------ | ---------------------------------- |
| 1941 | Meet the People                                        | Él mismo                           |
| 1942 | Picture People n.º 10: Hollywood at Home               | Él mismo                           |
| 1949 | Screen Snapshots: Motion Picture Mothers, Inc.         | Él mismo                           |
| 1952 | News of the Day                                        | Él mismo                           |
| 1954 | Screen Snapshots Series 33, n.º 10: Hollywood Grows Up | Él mismo                           |
| 1955 | Toast of the Town                                      | Él mismo                           |
| 1956 | This Is Your Life                                      | Él mismo; episodio: «Lou Costello» |
| 1999 | The Century: America's Time                            | Material de archivo                |
| 1999 | ABC 2000: The Millennium                               | Voz, material de archivo           |